# Résolution 349 du Conseil de sécurité des Nations unies
Membres permanents
- Chine
- États-Unis
- France
- Royaume-Uni
- URSS

Membres non permanents
- Australie
- Autriche
- RSS de Biélorussie
- Cameroun
- Costa Rica
- Indonésie
- Iraq
- Kenya
- Mauritanie
- Pérou

Résolution no 348 Résolution no 350
La résolution 349 du Conseil de sécurité des Nations unies fut adoptée le 29 mai 1974. Après avoir réaffirmé les résolutions antérieures sur le sujet et pris note des récents développements encourageants, le Conseil a prolongé le détachement de la Force des Nations unies chargée du maintien de la paix à Chypre pour une nouvelle période prenant désormais fin le 15 décembre 1974. Le Conseil a également appelé les parties directement concernées à continuer d'agir avec la plus grande retenue et à coopérer pleinement avec la force de maintien de la paix.
La résolution a été adoptée par 14 voix contre zéro, avec une abstention de la Chine.

### Sources
- (en) Cet article est partiellement ou en totalité issu de l’article de Wikipédia en anglais intitulé « United Nations Security Council Resolution 349 » (voir la liste des auteurs).

### Texte
- Résolution 349 sur fr.wikisource.org
- Résolution 349 sur en.wikisource.org